# Andreas Andersson (skådespelare)
Karl Ingvar Andreas Andersson, född 31 mars 1974 i Vinslöv i Kristianstads län, är en svensk skådespelare. 
Han är utbildad vid Balettakademien i Göteborg och har varit engagerad vid bland annat Nöjesteatern, Säffleoperan och Lisebergsteatern. Han är son till skådespelaren Ingvar Andersson.
Bland Anderssons roller kan nämnas exempelvis Freddy i My Fair Lady, Rolf i Sound of Music och fågelskrämman i Trollkarlen från Oz. Sommartid har han medverkat i flera av Eva Rydbergs lustspel på Fredriksdalsteatern i Helsingborg och särskilt beröm fick han för rollen som raggarledaren Christer i Kaos i folkparken 2003. Han gjorde TV-debut 1996 som Måns i julkalendern Mysteriet på Greveholm. År 1999 spelade han expediten Rasmus Lindblad i Stefan & Kristers komediserie Full Frys. Mer julkalender blev det 2002 då han medverkade i Dieselråttor & sjömansmöss.

## Filmografi
- 1996 – Mysteriet på Greveholm (Måns)
- 1999 – Full frys (Rasmus Lindblad)
- 2001 – My Fair Lady (Freddy)
- 2002 – Dieselråttor & sjömansmöss (Pladdermus)
- 2003 – Kaos i folkparken (Christer)
- 2007 – Sound of Music (Rolf)
- 2008 – Rana
- 2009 – Vägen hem
- 2011 – Gustafsson 3 tr  (Fruktbud)
- 2012 – Arsenik och gamla spetsar (O'Hara) Polis
- 2014 – Kärlek deluxe
- 2018 – Operation Ragnarök

## Teater

### Roller (ej komplett)
| År   | Roll    | Produktion                                                                             | Regi                         | Teater                        |
| ---- | ------- | -------------------------------------------------------------------------------------- | ---------------------------- | ----------------------------- |
| 2003 |         | Kaos i folkparken Adde Malmberg, Johan Schildt och Robert Sjöblom                      | Jan Hertz                    | Fredriksdalsteatern           |
| 2004 |         | Schlageryra i folkparken Adde Malmberg, Johan Schildt och Robert Sjöholm               | Adde Malmberg                | Intiman                       |
| 2005 | Gus     | Saturday Night Fever' Nan Knighton, Arlene Phillips, Paul Nicholas och Robert Stigwood | TJ Rizzo                     | Oscarsteatern                 |
| 2007 | Fredrik | Otroligt het! Krister Classon och Lars Classon                                         | Krister Classon Lars Classon | Lisebergsteatern, Vasateatern |
| 2010 | Pigden  | Hotelliggaren Ray Cooney                                                               | Sven Melander                | Kristianstads teater          |
| 2011 | Pigden  | Hotelliggaren Ray Cooney                                                               | Sven Melander                | Fjäderholmsteatern            |
| 2012 |         | Arsenik och gamla spetsar Joseph Kesselring                                            | Ronny Danielsson             | Fredriksdalsteatern           |
| 2015 |         | Den stressade Ludvig Holberg                                                           | Jan Hertz                    | Fredriksdalsteatern           |
| 2016 |         | Jobba för två Richard Bean                                                             | Leif Lindblom                | Gunnebo slottsteater          |